# Trésor de Rogozen

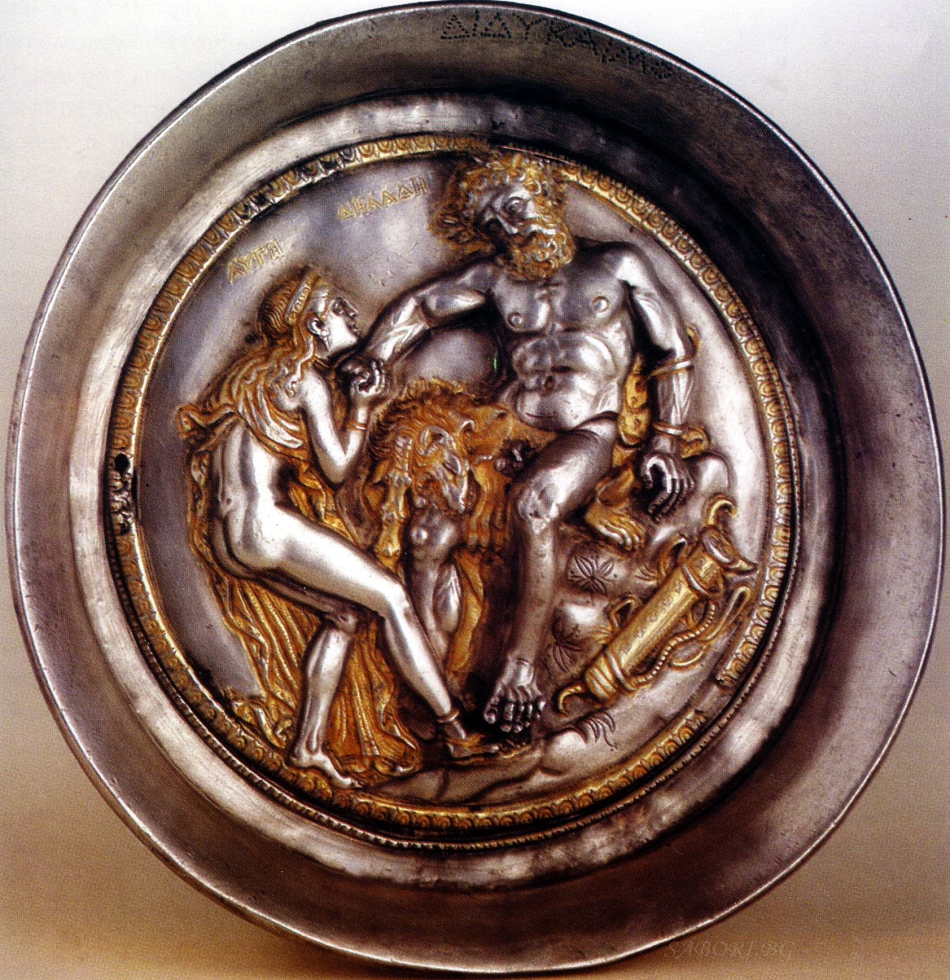

Le Trésor de Rogozen (bulgare : Рогозенско съкровище) est un ensemble de pièces fabriquées par les Thraces, découvertes en 1985 par un conducteur de tracteur creusant un puits dans son jardin du village de Rogozen, obchtina de Khaïredin, dans l'oblast de Vrasta, en Bulgarie. Ils sont aujourd'hui conservés par le musée régional d'histoire de Vrasta (bg) (bulgare : Регионален исторически музей), ainsi que le Musée national d'histoire à Sofia.
Il est constitué de 165 réceptacles, comprenant 108 phiales, 55 cruches et trois gobelets. Ces objets sont en argent, avec des gilt d'or sur certains d'entre eux. L'ensemble du trésor pèse plus de 20 kg. Il est une importante source d'information sur la vie des Thraces, en raison de la variété des motifs sur les objets richement décorés. Ils sont datés du Ve siècle av. J.-C. au IVe siècle av. J.-C. avant notre ère.

## Galerie

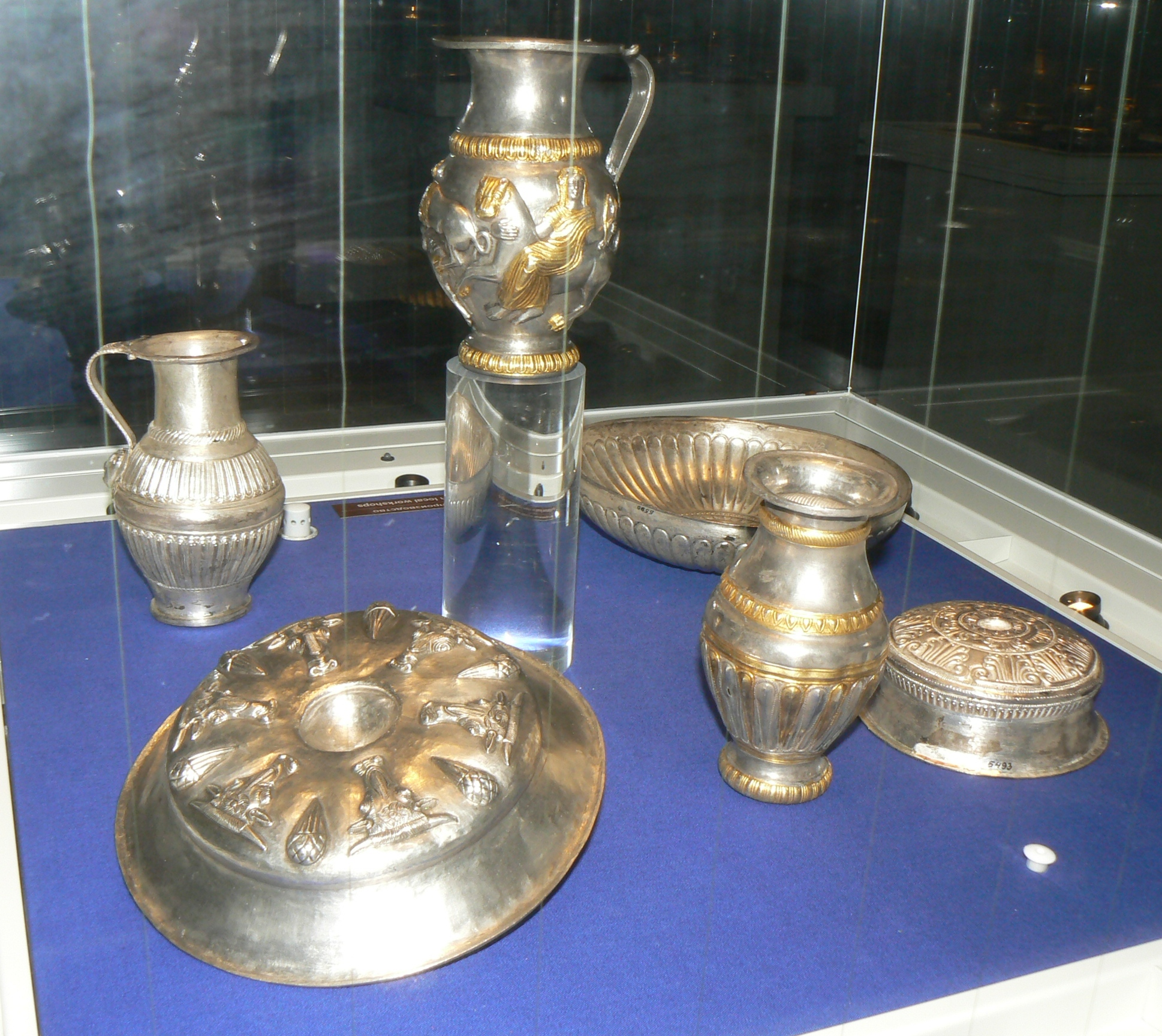
Vaisselle.
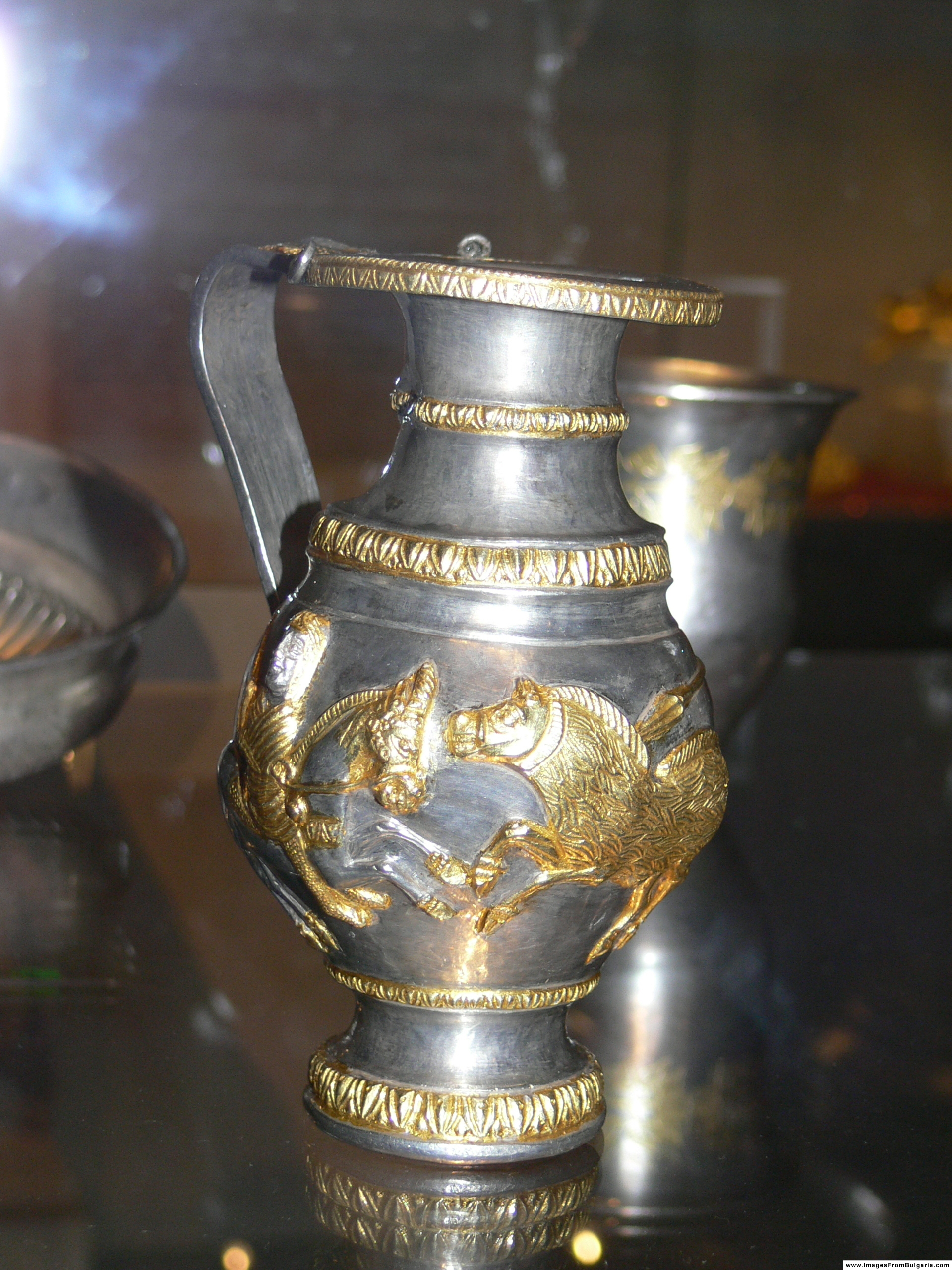
Cruche.
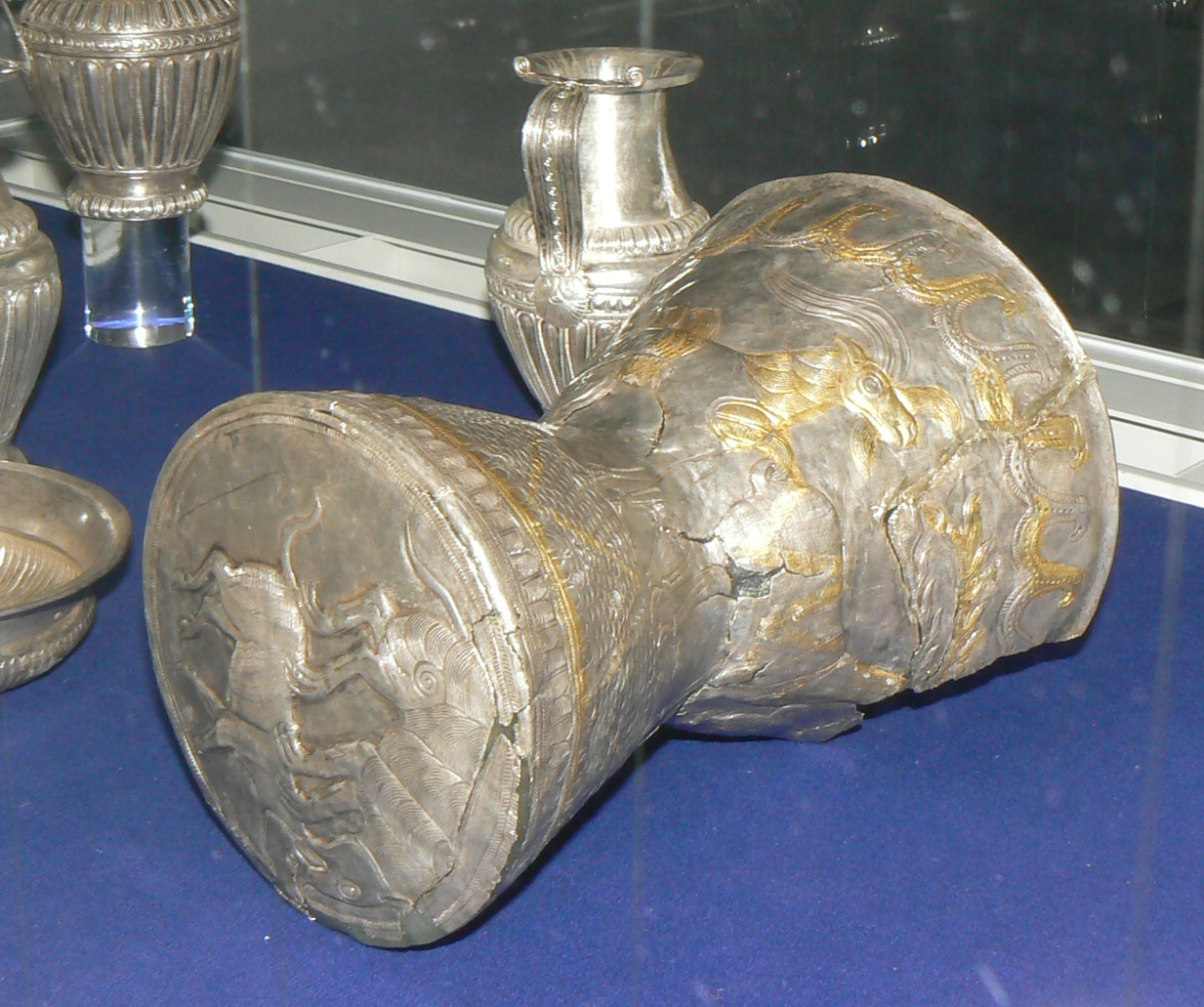
Motifs sous le pied et sur les côtés d'un vase.
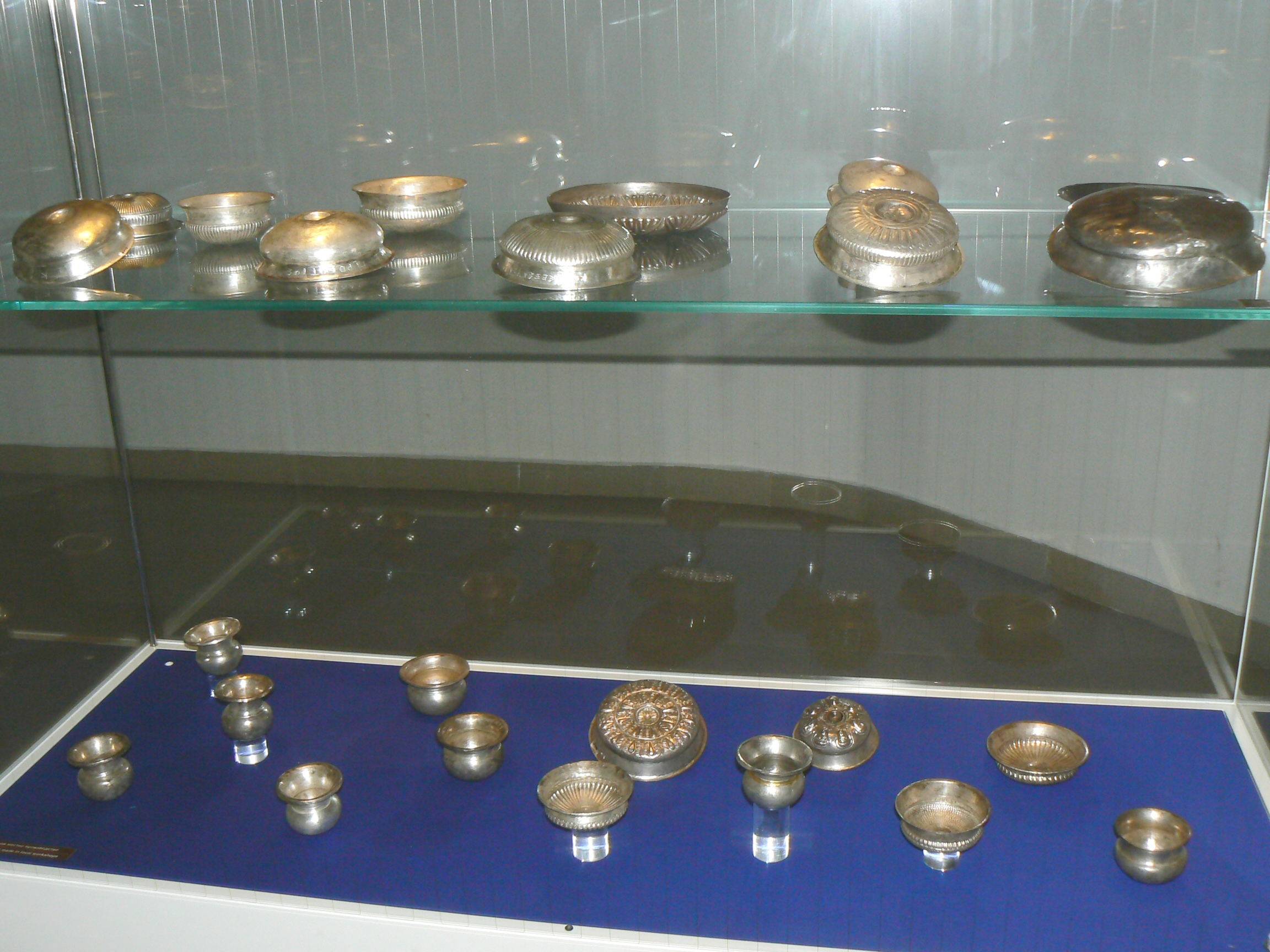
Objets divers.